# Фигаль, Николас
Хорхе Николас Фигаль (исп. Jorge Nicolás Figal; род. 3 апреля 1994, Америка, Буэнос-Айрес, Аргентина) — аргентинский футболист, защитник клуба «Бока Хуниорс».

## Биография
Фигаль — воспитанник клуба «Индепендьенте». 4 мая 2014 года в матче против «Химнасии Хухуй» он дебютировал в Примере B. По итогам сезона Николас помог клубу выйти в элиту. 10 августа 2014 года в матче против «Атлетико Рафаэла» он дебютировал в аргентинской Примере.
В начале 2016 года для получения игровой практики Фигаль на правах аренды перешёл в «Олимпо». 6 февраля в матче против «Альдосиви» он дебютировал за новую команду. 2 апреля в поединке против «Росарио Сентраль» Николас забил свой первый гол за «Олимпо».
Летом того же года Фигаль вернулся в «Индпендьенте». 24 апреля 2017 года в матче против «Арсенала» из Саранди он забил свой первый гол за клуб.
В сентябре 2017 года допинг-проба показала наличие в организме Фигаля наркотических средств. Он был дисквалифицирован до начала 2018 года.
30 января 2020 года Фигаль перешёл в американский клуб «Интер Майами», новичок лиги MLS. 1 марта он сыграл в матче стартового тура сезона 2020 против «Лос-Анджелеса», ставшем для «Интер Майами» дебютом в MLS. 30 октября 2021 года в матче против «Нью-Йорк Сити» он забил свой первый гол за «Интер Майами».
24 января 2022 года Фигаль перешёл в «Бока Хуниорс».

## Достижения
- Обладатель Южноамериканского кубка (1): 2017
- Обладатель Кубка банка Суруга (1): 2018